# Endre Farkas Wellmann
Pour les articles homonymes, voir Farkas.
Dans le nom hongrois Farkas Wellmann Endre, le nom de famille précède le prénom, mais cet article utilise l’ordre habituel en français Endre Farkas Wellmann, où le prénom précède le nom.
Endre Farkas Wellmann, né le 22 mai 1975 à Târgu Mureș, en Roumanie, est un poète, romancier et rédacteur d'expression hongroise de Roumanie.

## Biographie
Jusqu'à l'obtention de son baccalauréat, il avait poursuivi ses études à Odorheiu Secuiesc, ville aux fortes traditions culturelles du département Harghita. Entre 1996 et 1998, il est le membre fondateur et le coordonnateur du cénacle littéraire Alterego d'Odorheiu Secuiesc. En 1998, il a achevé ses études à l'École supérieure de journalisme Endre Ady d'Oradea. En 2000, il devient rédacteur aux Kriterion (éditions) de Bucarest. Entre 2002 et 2004, il est tout d'abord rédacteur, puis rédacteur en chef de la revue littéraire A Dunánál (Au Danube) de Budapest. En 2007, il a obtenu la maîtrise en la spécialisation langue et littérature hongroise et ethnologie à la Faculté des lettres de l'Université Babeș-Bolyai de Cluj-Napoca. En 2008, il obtient le Diplôme des études approfondies à la Faculté de sociologie de la même université. Il est spécialisé dans le domaine de la recherche culturelle complexe.

## Publications
- A lelkiismeret aluljárói. Poésies, Les Éditions Mentor, Târgu Mureș, 1997
- A vágy visszakézből. Poésies, Les Éditions Erdélyi Híradó, Cluj-Napoca, 1999
- Kulipendium. Poésies, Les Éditions Erdélyi Híradó, Cluj-Napoca, 1999
- Könnyűrulett. Roman expérimental, Les Éditions Erdélyi Híradó, Cluj-Napoca, 2000